# Vladušići
Vladušići (en serbe cyrillique : Владушићи) est un village de Bosnie-Herzégovine. Il est situé sur le territoire de la ville de Trebinje et dans la république serbe de Bosnie. Selon les premiers résultats du recensement bosnien de 2013, il ne compte plus aucun habitant.

## Géographie
Le village est entouré par les localités suivantes :
|        | Podstrašivica        |        |
| Janjač | Vladušići            | Lomači |
|        | Janjač Šarani Lomači |        |

## Démographie

### Évolution historique de la population dans la localité
| 1948 | 1953 | 1961 | 1971 | 1981 | 1991 | 2013 |
| ---- | ---- | ---- | ---- | ---- | ---- | ---- |
| -    | -    | 43   | 45   | 40   | 21   | 0    |

|  |

### Répartition de la population par nationalités (1991)
En 1991, les 21 habitants du village étaient tous serbes.